# Sint-Lambertuskerk (Grote-Spouwen)

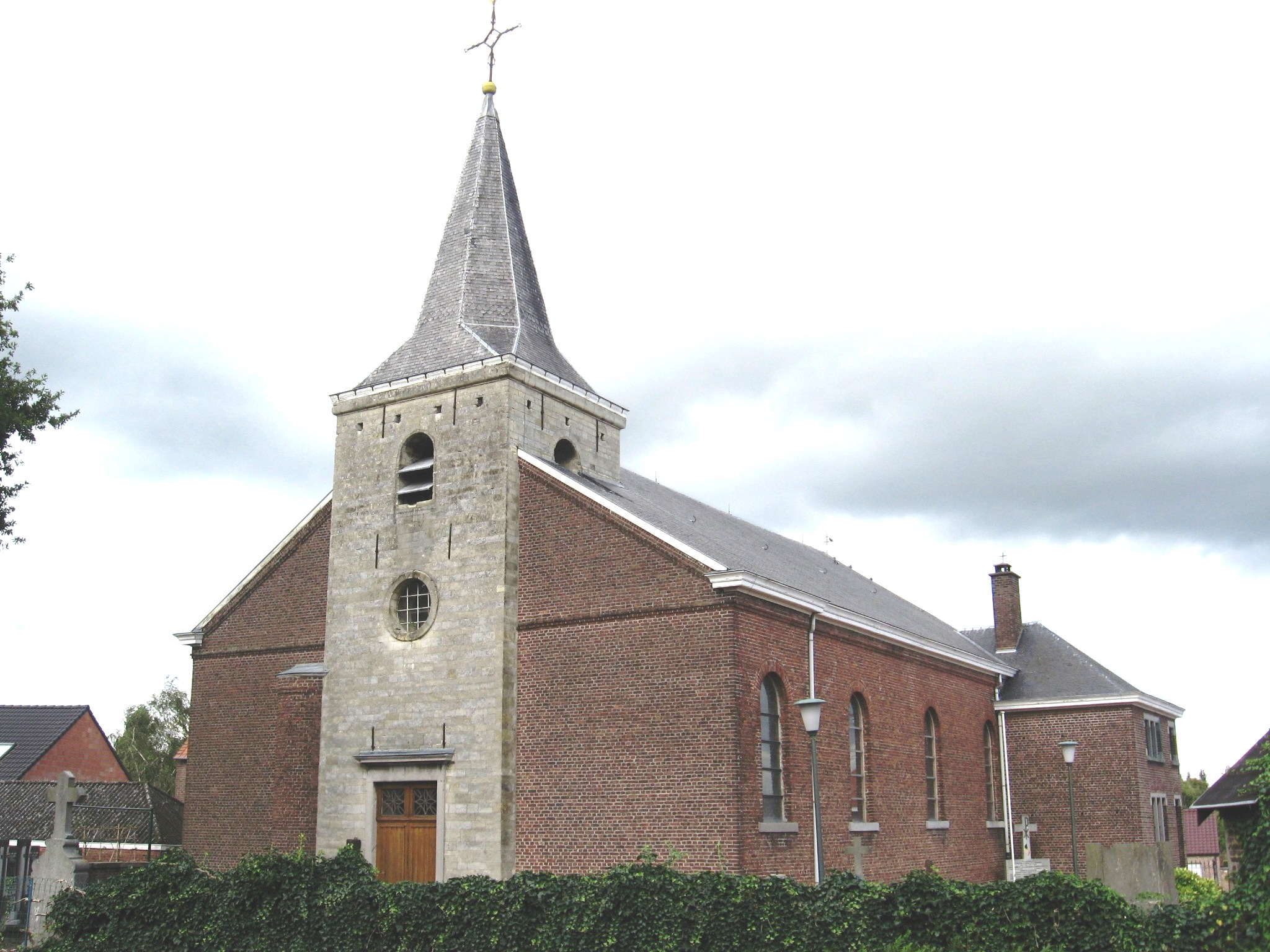
Sint-Lambertuskerk

De Sint-Lambertuskerk is de parochiekerk van de Belgische plaats Grote-Spouwen, gelegen aan Pastorijstraat 13.
Het patronaatsrecht en het tiendrecht van deze parochie was oorspronkelijk in handen van de Abdij van Hocht. Op deze plaats stond ooit een gotische kerk, waarvan slechts de 15e-eeuwse toren nog aanwezig is. Het gotische gebouw werd in 1772 vervangen door een classicistisch bouwwerk. In 1840 kwam een neoclassicistische kerk tot stand, die in 1926 nog werd vergroot met een sacristie en zijkoren.
Het betreft een driebeukige zaalkerk met ingebouwde vlakopgaande 15e-eeuwse westtoren, uitgevoerd in mergelsteen en gedekt door een ingesnoerde naaldspits. De toren heeft een neoclassicistisch portaal, waarvoor 18e-eeuwse kalkstenen fragmenten werden hergebruikt. Boven het portaal bevindt zich een oculus. In de plint van de toren werd een fragment van een vroeg-gotische grafsteen uit 1280 ingemetseld met opschrift lig.Godefri..., wellicht betrekking hebbend op een plaatselijke heer.

## Meubilair
De kerk bezit enkele beelden in gepolychromeerd hout, zoals een Christus aan het Kruis (16e eeuw), Sint-Job (16e eeuw) en Sint-Lambertus (17e eeuw). Het meubilair, met name de biechtstoelen en het doksaal, is voornamelijk 18e-eeuws en de orgelkast stamt uit 1875. Het neoromaans altaar stamt uit het begin van de 20e eeuw.